# Loretto Petrucci
Loretto Petrucci (Pistoia, 18 agosto 1929 – Pistoia, 17 giugno 2016) è stato un ciclista su strada italiano.
Professionista dal 1949 al 1968, vinse due edizioni della Milano-Sanremo e una Parigi-Bruxelles.

## Carriera
Petrucci nacque a Capostrada, una frazione di Pistoia. Da dilettante nel 1948 partecipò con la squadra italiana ai Giochi olimpici di Londra, nel 1948.
Professionista dal 1949 al 1968, fu soprannominato "La Meteora". Esordì con la Legnano di Gino Bartali; corse poi nel 1951 alla Taurea-Cig di Alfredo Martini vincendo il Giro di Toscana e piazzandosi terzo alla Milano-Sanremo e quarto al Giro delle Fiandre. Nella seconda parte del 1951 venne messo sotto contratto dalla Bianchi come gregario di Fausto Coppi. Non gli fu però molto fedele: nel 1952 vinse la Milano-Sanremo in volata ed entrò in competizione con il Campionissimo, pretendendo di essere trattato come suo pari all'interno della squadra e non da semplice gregario. Proprio per questa rivalità e per alcuni suoi atti di insubordinazione, dovette lasciare la Bianchi a fine stagione.
In seguito corse per tre stagioni con la Lygie. Nel 1953, suo anno migliore, si riconfermò alla Milano-Sanremo; questa vittoria divenne col tempo celeberrima, in quanto decretò l'inizio di un lungo digiuno di vittorie, da parte dei corridori italiani, alla Classicissima. 
Digiuno che sarebbe durato per ben 17 anni (incantesimo poi sfatato da Michele Dancelli nel 1970). 
Sempre nel 1953 conquistò la Parigi-Bruxelles e si classificò inoltre terzo alla Freccia Vallone: grazie a questi risultati si aggiudicò a fine anno il Challenge Desgrange-Colombo, una speciale classifica a punti che teneva conto dei piazzamenti dei ciclisti nelle principali gare stagionali. Si distinse anche ai campionati italiani, che concluse al secondo posto. Nel 1955 ottenne la sua ultima vittoria di rilievo, al Giro del Lazio.
Successivamente cominciò il suo declino. Dopo due stagioni incolori con la Girardengo, corse individualmente fino al 1967. Nel 1968, a 39 anni, corse per la squadra svizzera Amaro 18-Isolabella, ritirandosi alla fine della stagione.

## Dopo il ritiro
Nel 1974 fonda a Casalguidi, insieme alla moglie Isabella, l'azienda di cosmetici Cosmofarma.

## Palmarès
- 1948 (dilettanti)

Gran Premio Città di Pistoia
- 1950 (Legnano, due vittorie)

La Nazionale a Romito Magra
Gran Premio Ponte Valleceppi
- 1951 (Bianchi, due vittorie)

Giro di Toscana
Gran Premio Massaua-Fossati
- 1952 (Bianchi, una vittoria)

Milano-Sanremo
- 1953 (Lygie, due vittorie)

Milano-Sanremo
Parigi-Bruxelles
- 1955 (Lygie, una vittoria)

Giro del Lazio

### Altri successi
- 1953 (Lygie)

Challenge Desgrange-Colombo
Criterium Hanret

## Piazzamenti

### Grandi Giri
- Giro d'Italia

1951: ritirato
1952: 67º
1954: ritirato

### Classiche monumento
- Milano-Sanremo

1951: 3º
1952: vincitore
1953: vincitore
1954: 5º
1956: 46º
- Giro delle Fiandre

1951: 4º
1952: 2º
1953: 5º
- Parigi-Roubaix

1952: 9º
1954: 72º
- Giro di Lombardia

1951: 18º
1954: 71º

### Competizioni mondiali
- Campionati del mondo

Lussemburgo 1952 - In linea: 10º
Lugano 1953 - In linea: ritirato